# Пас-де-Рио
Пас-де-Рио (исп. Paz de Río) — небольшой город и муниципалитет в центральной части Колумбии, на территории департамента Бояка. Входит в состав провинции Вальдеррама.

## История
Поселение, из которого позднее вырос город, было основано в 1834 году. Муниципалитет Пас-де-Рио был выделен в отдельную административную единицу в 1935 году.

## Географическое положение
Город расположен в северной части департамента, в горной местности Восточной Кордильеры, на левом берегу реки Чикамоча, на расстоянии приблизительно 78 километров к северо-востоку от города Тунха, административного центра департамента. Абсолютная высота — 2231 метр над уровнем моря.
Муниципалитет Пас-де-Рио граничит на севере с территорией муниципалитета Сативанорте, на западе — с муниципалитетами Тутаса и Белен, на юго-западе — с муниципалитетом Бетейтива, на юго-востоке — с муниципалитетами Таско и Соча, на северо-востоке — с муниципалитетом Сативасур. Площадь муниципалитета составляет 116 км².

## Население
По данным Национального административного департамента статистики Колумбии, совокупная численность населения города и муниципалитета в 2015 году составляла 4680 человек.
Динамика численности населения муниципалитета по годам:
| 2005 | 2006 | 2007 | 2008 | 2009 | 2010 | 2011 | 2012 | 2013 | 2014 | 2015 |
| ---- | ---- | ---- | ---- | ---- | ---- | ---- | ---- | ---- | ---- | ---- |
| 5258 | 5202 | 5144 | 5098 | 5031 | 4976 | 4918 | 4858 | 4796 | 4732 | 4680 |

Согласно данным переписи 2005 года мужчины составляли 48 % от населения Пас-де-Рио, женщины — соответственно 52 %. В расовом отношении белые и метисы составляли 59,9 % от населения города; негры, мулаты и райсальцы — 40 %; индейцы — 0,1 %.
Уровень грамотности среди всего населения составлял 91,5 %.

## Экономика
58,3 % от общего числа городских и муниципальных предприятий составляют предприятия торговой сферы, 34,5 % — предприятия сферы обслуживания, 6,9 % — промышленные предприятия, 0,3 % — предприятия иных отраслей экономики.

## Транспорт
Через город проходит национальное шоссе № 64.